# Wayne Simien
Pour les articles homonymes, voir Simien.
Wayne Anthony Simien, Jr. est un joueur américain de basket-ball né le 9 mars 1983 à Leavenworth, Kansas. Il gagne un titre NBA avec le Heat de Miami lors de la saison 2005-2006.

## Carrière
Wayne Simien grandit près de la ville universitaire de Lawrence et est fan de l'équipe de l'université dès son plus jeune âge. Il s'engage à jouer pour Roy Williams et l'équipe des Jayhawks avant d'avoir 15 ans. Il est sélectionné comme McDonald's All-American en 2001.
Ses deux premières années en NCAA, l'équipe qui est emmenée par les vétérans Nick Collison, Kirk Hinrich et Drew Gooden atteint le Final Four. Les deux années suivantes, il fait partie des meilleurs joueurs du pays et est parmi les finalistes pour l'obtention du Trophée Wooden. Lors de sa dernière année, il est nommé Joueur de l'année de la conférence Big 12 et est sélectionné comme All American. Sa carrière universitaire se termine de manière inattendue quand les Jayhawks sont éliminés par Bucknell lors du premier tour du tournoi NCAA 2005 alors qu'ils font partie des prétendants au titre.
Simien est sélectionné en 29e position de la Draft 2005 de la NBA par le Heat de Miami avec qui il gagne un titre NBA en 2006. Pendant la saison régulière, il participe à 43 matches et marque en moyenne 3,4 points en 10 minutes de temps de jeu. Cependant, il est peu utilisé pendant les playoffs et ne prend part qu'à deux matches. Pendant l'intersaison, il ne peut pas participer à la ligue d'été de la NBA à cause d'une infection à la salmonelle et il ne joue que 8 matches pendant la saison 2006-2007. Il est ensuite envoyé aux Timberwolves du Minnesota avec Antoine Walker et Michael Doleac en échange de Ricky Davis et Mark Blount mais il ne joue pas avec l'équipe car l'effectif dépasse les 15 joueurs autorisés.
En octobre 2008, il part en Espagne pour jouer avec Cáceres CB en seconde division. Il arrête sa carrière de basketteur le 5 mai 2009 pour se consacrer à son travail de missionnaire chrétien.